# Polyrhachis muelleri
Polyrhachis muelleri é uma espécie de formiga do gênero Polyrhachis, pertencente à subfamília Formicinae.